# Joinvilleön
Joinvilleön (engelska: Joinville Island, norska: Joinvilleøya) är en ö i Västantarktis, 1100 kilometer söder om Kap Horn. Den ligger i havet utanför Antarktiska halvön. Argentina, Chile och Storbritannien gör anspråk på området.
Ön är 85 kilometer lång och bergig, med högsta toppen 1120 meter över havet. Den upptäcktes 1838 av Jules Dumont d'Urville.